# Zaleptus crassitarsus
Zaleptus crassitarsus is een hooiwagen uit de familie Sclerosomatidae.